# 沃伊科沃 (哈尔齐斯克市议会)
沃伊科沃，乌克兰当局称布拉霍达特内（烏克蘭語：Благодатне），法理上是烏克蘭東部頓涅茨克州顿涅茨克区哈尔齐斯克市镇内的鎮。分別距離哈爾齊斯克12公里和沃爾諾瓦哈10公里，海拔高度153米，2013年人口34。该地名“沃伊科沃”源自乌克兰布尔什维克彼得·沃伊科夫。